# Furmanowka (obwód saratowski)
Furmanowka (ros. Фурмановка) – wieś (sieło) w Rosji, w obwodzie saratowskim, w rejonie marksowskim. W 2010 liczyła 278 mieszkańców.